# Xanthostemon retusus
Xanthostemon retusus är en myrtenväxtart som beskrevs av Gugerli. Xanthostemon retusus ingår i släktet Xanthostemon och familjen myrtenväxter.
Artens utbredningsområde är Nya Kaledonien. Inga underarter finns listade i Catalogue of Life.